# Шотокан
Шотокан је стил каратеа, настаo под утицајем различитих борилачких вештина, а основао га је мајстор Фунакоши Гичин са својим сином Јошитаком. Фунакоши је човек који је 'званично' донео карате са Окинаве у Јапан, иако су Кенва Мабуни, Мотобу Чоки и други Окинављани активно предавали карате у Јапану и пре тога. Шото је био псеудоним којим је Фунакоши потписивао своју поезију, а значи „борови таласи“ (, док кан значи „кућа“. И из тог разлога шотокан је био назив за дворану у којој је он тренирао своје ученике. Шотокан је један од највећих светских карате стилова (седам највећих су шотокан, шорин-рју, вадо-рју, шито-рју, гоџу-рју, кјокушин, и кенпо)

## Порекло
Фунакоши је тренирао оба стила каратеа популарна на Окинави у то време: шореј-рју и шорин-рју. После вишегодишњег изучавања оба стила, мајстор Фунакоши је дошао до новог схватања борилачких вештина, и једноставнији стил је створен, који је комбиновао идеале Шореиа и Шорина. Комбиновао је и модификовао стилове, и створио свој, иако му никад није дао име, увек га једноставно називајући „карате“. Карате који је преносио ученицима рефлектује промене у вештини које је увео Анко Итосу, укључујући Хеан/Пинан ката серије. Фунакоши је изменио имена ката које је укључио у своје вежбање, како би „страна“ окинављанска имена учинио пријемчљивијим националистичком јапанском копну.

## Општи појмови
| Појам      | Канџи     | Значење |
| Карате     | 空手      | Празна шака (или „кинеска шака“, мада је реч кара хомоним два потпуно различита канџи карактера - једног са значењем „празна“ и другог са значењем „кинеска“.) |
| Доџо       | 道場      | Сала за тренинг (буквално место пута) |
| Шихан      | 師範      | Главни учитељ (ретко кориштена титула) |
| Сенсеј     | 先生      | Учитељ |
| Сенпај     | 先輩      | Сениор |
| Кохај      | 後輩      | Јуниор |
| Ги         | 衣 или 着 | Униформа |
| Кју        | 級        | Нивои испод црног појаса, који се ређају наниже од првог, обично до осмог                                                                                      |
| Дан        | 段        | Нивои који показују мајсторство уметности, почињу од првог дан-а                                                                                               |
| Реи        | 礼        | Учтивост/Клањање |
| Осу        | 押忍      | Признање (Користи се као поздрављање између вежбача борилачке вештине.)                                                                                        |
| Јои        | 用意      | Спремна позиција |
| Хаџиме     | 始め      | Почетак |
| Јаме       | 止め      | Крај/Заврши свој покрет |
| Мате       | ??        | Моментални престанак |
| Мавате     | 回って    | Окрет |
| Наранде    | 並んで    | Постројавање |
| Кихон ваза | 基本      | Основе |
| Ката       | 型 или 形 | Форма |
| Кумите     | 組手      | Спаринг |
| Заншин     | 残心      | Будност |

## Карактеристике
Тренинг је обично подељен у три секције: кихон или „основне технике“, кумите или „спаринг, борба“, и ката (форма или образац покрета). Шотокан технике у кихону и кати карактеришу дубоки, дуги ставови који пружају стабилност, снажне покрете и такође помажу ојачавању ногу. Снага и моћ се често приказују уместо спорих, течнијих покрета. Кумите технике одражавају ове ставове и покрете на нижим нивоима, док на вишим постају слободније и флексибилније. Верује се да је Фунакоши сматрао да су традиционалне борилачке вештине (као сумо, џијуџицу и кенџуцу) сувише фокусиране на борбу, па је ставио нагласак на здравље, дисање, ослобађање енергије, отворени ум и контролу тела.
Пре него што су његови ученици основали Јапанску Карате Асоцијацију, мајстор Фунакоши Гичин је изнео Двадесет учења каратеа која чине основу вештине. У ових двадесет принципа, који су под великим утицајем Бушидоа и Зена, лежи филозофија Шотокана.
1. Карате почиње и завршава поштовањем
2. Не постоји први напад у каратеу
3. Карате помаже исправном
4. Познај себе пре него што познаш друге
5. Дух пре технике
6. Ослободи ум
7. Несреће се дешавају из непажње
8. Карате се не тренира само у доџоу
9. Никад нећеш престати да учиш карате
10. Све у животу је део каратеа откри нову истину
11. Карате је као кипућа вода. Да би кључала пламен мора бити јак
12. Не мисли да мораш победити. Мисли како не изгубити
13. Нека твој одговор буде у складу са противником
14. Води битку природном стратегијом
15. Замисли да су ти шаке и стопала мачеви
16. Изађи кроз врата и суочи се са 10.000 непријатеља
17. Прво овладај ниским, а затим природним ставовима
18. Кату увек вежбај коректно, борба је друга ствар
19. Никад не заборављај своје врлине и мане, ограничења тела и релативни квалитет својих техника
20. Стално усавршавај свој ум

Извор:
Поред овога, Доџо кун је такође веома важан:
1. Један. Тражи перфекцију карактера
2. Један. Буди одан
3. Један. Тежи савршенству
4. Један. Поштуј друге
5. Један. Клони се насилног понашања

Префикс Један (различито превођен као један или први) користи се да означи да су сви принципи подједнако важни.
Фунакоши је такође написао и главни циљ Карате-доа:
"Крајњи циљ каратеа не лежи у победи нити поразу, већ у савршенству његових вежбача."

## Шотокан данас
Данас, Шотокан је један од најпопуларнијих стилова широм света:
Прва организација која је пропагирала Шотокан била је Нихон Карате-до Кјокаи, познатија као Јапанска Карате Асоцијација (ЈКА). Ово је била прва званична шотокан организација, формирана од стране шотокан карате клубова јапанских универзитета, чији су чланови углавном били са Такушоку универзитета, али и са Хосеи, Васеда, Гакушуин и Кеио универзитета. Председник ЈКА је био Масатоши Накајама. Временом ЈКА је постала једна од највећих карате организација у свету. Размирице између сениорских инструктора и администратора довеле су до стварања посебних група, што је на крају резултовало да се и сам ЈКА подели на две различите фракције.
Поред ЈКА, верује се да је Фунакоши Гичин дао директну дозволу Цутому Ошими да оснује карате организацију у САД. Шотокан Карате Америке (СКА) је непрофитна организација која предаје традиционални карате-до у САД од 1955. године. СКА и данас води Цутому Ошима. Ошима је такође признат као главни инструктор од стране многих националних шотокан организација широм света. Седиште СКА налази се у Лос Анђелесу.
Хироказу Каназава, био је први који се одвојио од ЈКА и основао своју сопствену организацију, под именом Шотокан Карате-до Међународна Федерација (SKIF). Учио је код Масатоши Накајаме (1913—1987) и Хидетака Нишијаме, обојице ученика Гичин Фунакошија. Каназавина група увела је елементе Таи Чи Чуана, поготово по питању покрета и равнотеже, и активно промовисала еволуцију шотокана истовремено задржавајући традиционалну срж вештине. Каназава се сматра једним од технички најсавршенијих вежбача шотокана, а био је и врхунски такмичар. Између осталог, освојио је Кумите првенство на првом ЈКА отвореном турниру 1957. године са сломљеном руком. У априлу 2000-те године додељен му је 10. дан, и једини је карате вежбач који је носио ово звање за живота.
Таиџи Касе (1929—2004) такође је основао своју групу, под именом Светска Шотокан Карате Академија, сада под називом Шотокан-Рју-Казе-Ха Инструкторска Академија (SRKHIA). Борилачке вештине је учио код оца, иначе џудо инструктора, као и код Фунакоши Гичина и његовог сина Јошитаке. Јапан је напустио 1964. године како би ширио карате по свету, али је почео да предаје сопствени стил шотокана како би избегао борбе око превласти у вештини. SRKHIA је организација која окупља појединце са звањем трећег дан-а навише; не региструје националне асоцијације и као таквој мисија јој је да настави технички развој својих чланова.
Кеиго Абе, рођен у веома старој и поштованој самурајској породици, сматра се од стране многих традиционалних каратека за једног од највећих и најиновативнијих шотокан инструктора на свету данас. Као ученик хонбуа Јапанске Карате Асоцијације, Кеиго Абе је био под директним туторством Масатоши Накајаме. Абе је био инструктор у ЈКА хонбу, и високи члан ЈКА, а био је и директор квалификација у ЈКА пре него што се поделила. Након поделе 1990. године, постао је технички директор ЈКА (Мацуно секција), на којој је остао током најтурбулентнијих година за организацију. У младости важио је за веома врсног и агресивног борца. Чувен по свом снажном традиционалном приступу шотокан каратеу који се одражава у обуци коју држи, повукао се из ЈКА 1999. године и основао своју интернационалну организацију, Јапанску Шотокан Карате Асоцијацију (JSKA). Високо поштован као каратека, како у Јапану тако и интернационално, Абе је један од малобројних живих сениорских инструктора каратеа, који уистину подучава концепт и методологију свог учитеља Масатошија Накајаме. Такође, формулисао је Шобу Ипон турнирска правила, која користи већина шотокан следбеника у свету данас.
Микио Јахара, главни инструктор Каратеномичи Светске Федерације (KWF), дипломирао је на Универзитету Кокушикан и постао инструктор Јапанске карате асоцијације током њеног зенита седамдесетих и осамдесетих година прошлог века. За више од једне деценије као такмичар, истицао се као жесток борац, освајајући медаље како на домаћим, тако и на међународним и светским првенствима, али као светски првак у катама, остао је упамћен по својим извођењима Унсу и Емпи ката. Многи, међу којима и Хироказу Каназава и Тецухико Асаи, сматрају га једним од технички најбољих, најталентованијих и најконтроверзнијих каратека икад произашлих из Јапанске Карате Асоцијације. Такође, чувен је по својим подвизима, међу које спадају и одбрана од напада 34 локалне Јакузе на паркингу, сукоб са гангстером са пиштољем, и појављивање на првенственом такмичењу са раном од ножа. Године 2000. са Исаком је основао Каратеномичи Светску Федерацију која је заступљена у преко 40 земаља. Са 59 година Јахара је и даље опасан борац, поломивши три ребра противнику током полагања за 8. дан у јулу 2006. године.
Тецухико Асаи (1935—2006) рођен у Ехимеу, као дечак учио је сумо, џудо, кендо и копље од свог оца. Студирао је на Такушоку универзитету у Токију где је вежбао шотокан карате. Приступио је инструкторском програму и постао инструктор у ЈКА. У позним годинама био је инструктор у Кини, Хонгконгу, Америци, Европи и Хавајима где је предводио Хавајску Карате Асоцијацију. Након Накајамине смрти постао је главни ЈКА инструктор, али се заједно са одређеним бројем сениорских инструктора успротивио Накахарином именовању за председника и основао посебну ЈКА Мацуно секцију. После дуге правне битке, Накахарина група је добила право на ЈКА титулу, а Асаиева група је узела име Јапанска Карате Шоторенмеи (JKS).
Хидетака Нишијама (1928—2008) био је оснивач и први председник Интернационалне Традиционалне Карате Федерације (ITKF) и председник америчке аматерске карате федерације (AAKF), рођен је у Токију. Каратеом се почео бавити 1943. године под Фунакоши Гичином у Шотокану. Две године касније, док је био на Такушоку универзитету, постао је члан универзитетског карате тима, у ком је 1949. године постао капитен. Био је саоснивач Свејапанске заједничке карате федерације и изабран је за њеног првог председника. Године 1951. постао је један од оснивача Јапанске Карате Асоцијације (ЈКА) и изабран у њен управни одбор. Био је један од најбољих каратека на свету. Током своје каријере Нишијама је предавао на Централ доџоу у Лос Анђелесу, и држао семинаре и курсеве широм света. Био је и издавач и писац текстова и приручника, као и видео инструкција о традиционалном каратеу.
Терујуки Оказаки је председник Интернационалне шотокан карате федерације, која је део ЈКА. Учио је и код Фунакошија и код Накајаме.
Белешка. Иако је ово листа неких од најпознатијих шотокан инструктора и њихових организација, ипак није потпуна.
Додатна белешка. Још једна группа карате вежбача, такође вежба карате Фунакошија Гичина. Они се називају Шотокаи, или асоцијација/група Шотоа (Фунакоши), и састоји се од неких од најталентованијих Фунакошикевих ученика. Карате који они вежбају сада се и званично назива шотокаи за разлику од шотокана, који пропагира ЈКА. Шотокаи тврди да је Шигеру Егамија, најстаријег у шотокају, Фунакоши именовао за наследника након смрти свог сина Јошитаке.

## Шотокан Ката
Ката се често описује као утврђени редослед карате покрета организованих у унапред уређену борбу против замишљених противника. Ката се састоји од удараца ногом, руком, чишћења, блокова и бацања. Покрети тела у катама укључују корачање, увртање, окрете, падање на под и скакање.
Неколико шотокан група су укључиле кате и из других стилова у свој тренинг, али када је сенсеј Накајама основао ЈКА, изложио је 26 ката које ЈКА каратеке треба да вежбају. Чак и данас, хиљаде шотокан доџоа вежбају само ових 26 ката.
Кату, прво и најважније, треба извести са правилним ставом, ако ката вежбач схвата кату, сваки брз покрет ће бити изведен брзо, снажно и са циљем. Каратека треба да уради технику као да му живот зависи од тога.
Ката није представа, или демонстрација, већ је на сваком каратеки да вежба технике са пуним 'Ikken Hisatsu' (завршни ударац или убиство једним ударцем).
Здравствени аспект кате је неспоран, вежбање кате је одлично за фитнес, гипкост, агилност и мекоћу тела. А како старији каратека бива већи нагласак се ставља на здравље.
| Име            | Канџи      | Значење                                |
| Таикјоку Шодан | 太極初段   | Велики Почетак                         |
| Хеан Шодан     | 平安初段   | Мирни ум, Један                        |
| Хеан Нидан     | 平安二段   | Мирни ум, Два                          |
| Хеан Сандан    | 平安三段   | Мирни ум, Три                          |
| Хеан Јодан     | 平安四段   | Мирни ум, Четири                       |
| Хеан Годан     | 平安五段   | Мирни ум, Пет                          |
| Теки Шодан     | 鉄騎初段   | Гвоздени коњ, Један                    |
| Басаи Даи      | 披塞大     | Опсада тврђаве (Дужа ката)             |
| Џион           | 慈恩       | Џион је име храма и будистичког свеца  |
| Емпи           | 燕飛       | Ластин Лет                             |
| Канку Даи      | 観空大     | Поглед у небо (Дужа ката)              |
| Хангетсу       | 半月       | Полумесец                              |
| Ђите           | 十手       | Десет руку                             |
| Ганкаку        | 岩鶴       | Ждрал на стени                         |
| Теки Нидан     | 鉄騎二段   | Гвоздени коњ, Два                      |
| Теки Сандан    | 鉄騎三段   | Гвоздени коњ, Три                      |
| Ниђушихо       | 二十四步   | Двадестетчетири корака                 |
| Ћинте          | 珍手       | Необичне руке (луде руке)              |
| Сочин          | 壯鎭       | Мирна сила                             |
| Меикјо         | 明鏡       | Бистро огледало                        |
| Унсу           | 雲手       | Руке у облацима                        |
| Басаи Шо       | 披塞小     | Опсада тврђаве (Краћа ката)            |
| Канку Шо       | 観空小     | Поглед у небо (Краћа ката)             |
| Ванкан         | 王冠       | Краљева круна                          |
| Гођушихо Шо    | 五十四歩小 | Педесетчетири корака (Краћа ката)      |
| Гођушихо Даи   | 五十四歩大 | Педесетчетири корака (Дужа ката)       |
| Јин            | 慈陰       | Истинита љубав и име будистичког свеца |

## Кумите
Први ниво кумитеа за почетнике је 'кихон кумите'. Има два типа. Први тип је 'џодан' (високи ниво), где ће они на крају извести високи ои-зуки. Партнер мора онда реаговати тако што ће искорачити назад и извести аге-уке како би блокирао напад.
Други тип кихон кумитеа је 'чудан' (средњи ниво). Разлика је у томе што ои-зуки у чудан нивоу користи нападач, а онај који се брани користи сото-уке блок.
Следећи ниво кумите тренинга јесте 'санбон кумите' (спаринг у три корака). Као што му и име говори изводи се у три корака. Исти је као и кихон кумите само се уместо пет изводи у три корака.
На средњем нивоу (обично изнад 5. кјуа), од каратеке се очекује да научи 'ипон кумите' (спаринг из једног корака). Иако се састоји из само једног корака много је напреднији јер омогућава разноврсније нападе и блокове.
Следећи ниво кумитеа је 'џију ипон кумите' (спаринг из једног корака у слободно стилу) Готово је исти као и ипон кумите али захтева да каратека буде у покрету.
Обично, задњи елемент спаринга који се уводи јесте џију кумите (слободни спаринг) где учесници могу слободно да користе било коју карате технику или комбинацију напада, а противник је слободан да избегава, блокира или напада по слободној вољи. .
Додатни метод тренинга који се обично уводи за више нивое јесте каишу ипон кумите. Почиње исто као и џију ипон кумите; један каратека именује напад који намерава да изведе, напада, а његов противник блокира и узвраћа контром.

## Доџо
Доџо (道場) је свето место које се користи за вежбање каратеа. Доџо се састоји из два знака и буквално значи „место пута". Правилан доџо за јапанске борилачке вештине се сматра посебним и о њему се посебно води рачуна. У многим стиловима традиција је да се спроводи ритуално чишћење доџоа на крају сваког тренинга. Многи традиционални доџои прате унапред задати образац са шоменом и разним улазима који се користе у зависности од нивоа ученика и инструктора, и прецизно су поређани.
Није неуобичајено да име доџоа и доџо куна (доџо правила) буду видно изложени на шомен.
На крају тренинга може се радити мокусо (медитација). Ово је кратак, спокојан период у ком се каратека може осврнути на тренинг који се управо завршио.

## Систем рангирања
Око 1920. године, Фунакоши је усвојио Кју/Дан систем, заједно са кејкоги који је развио оснивач џудоа Кано Џигоро. Овај систем користи појасеве у боји индикаторе нивоа. Првобитно, карате је имао само три оби (појас) боје, белу, браон и црну, са неколико поднивоа између сваког. Оригинални систем појасева, који још користи Шотокан Карате Америке.
- Без нивоа - бели
- 8. кју - 4. кју - бели
- 3. кју - 1. кју - браон
- дан нивои - црни

Први "шодан" (初段) нивои које је Фунакоши доделио добили су Токуда, Оцуна, Акиба, Шимицу, Хиросе, Џима и Касуја 10. априла 1924.
Већина школа користи кју/дан систем, али су додале нове боје. Најчешћи систем, који користи ЈКА као и већина великих интернационалних шотокан асоцијација дата је доле, мада постоје и друге варијације.
- 9. кју - Жути
- 8. кју - Оранж
- 7. кју - Црвени
- 6. кју - Зелени
- 5. кју - Љубичасти
- 4. кју - Љубичасти
- 3. кју - Браон
- 2. кју - Браон
- 1. кју - Браон
- 1. дан и изнад - Црни

## Тривија
- У игрици Mortal Kombat, један од ликова, Sub-Zero користи шотокан као један од својих стилова. Ово није сасвим прецизно.
- Амерички певач Елвис Пресли у војсци је вежбао шотокан док је био стациониран у Немачкој. Неки од његових сценских покрета су стилизовани шотокан ставови.
- Импресиониран способношћу неких шотокан инструктора, Брус Ли је одбрао да тренира стил док је у исто време тежио да развије свој сопствени (Jeet Kune Do), вежбајући код Хироказу Каназаве.
- Хауард Штерн има браон појас у шотокану
- Жан-Клод Ван Дам има црни појас у шотокану.

## Примери техника
1. Сеикен цуки
2. Ђаку цуки
3. Ои цуки
4. Гедан бараи уке
5. Аши бараи
6. Јодан аги уке
7. Чудан учи уке
8. Чудан сото уке
9. Шуто уке
10. Зенкуцу дачи